# آلن گوگباشیان
آلن آندرانیک گوگباشیان (انگلیسی: Alan Andranik Gogbashian؛ زادهٔ ) یک دیپلمات ارمنی‌تبار اهل بریتانیا است که از تاریخ سپتامبر ۲۰۱۹ سمت سفیر بریتانیا در ارمنستان را برعهده خواهد داشت.